# Kawasaki Frontale
Il Kawasaki Frontale (川崎フロンターレ?, Kawasaki Furontāre) è una società calcistica giapponese con sede nella città di Kawasaki. Milita nella J1 League, la massima divisione del campionato giapponese, del quale ha vinto quattro edizioni.
Lo stadio del Frontale è il Todoroki Athletics Stadium.

## Storia
Fondata nel 1955 come squadra della compagnia Fujitsu (non a caso in origine il nome del team era Fujitsu Soccer Club), questa compagine divenne una società professionistica solo nel 1997, anno in cui modificò il proprio nome in Kawasaki Frontale (la parola "frontale" è presa proprio dall'italiano). Stemma e colori del Frontale riprendono quelli del Grêmio, club con cui è attiva una collaborazione sin dal 26 marzo 1997.
Il Frontale entrò nella seconda divisione della J League nel 1999 e vinse immediatamente il campionato. La successiva stagione, disputata nella massima serie giapponese, fu un disastro: il club di Kawasaki concluse infatti all'ultimo posto, retrocedendo immediatamente. Solo nel 2004 il Frontale riuscì a ottenere nuovamente la promozione in J League 1.
Nel 2006 il Kawasaki arrivò secondo in campionato, ottenendo il miglior risultato nella sua storia. Nel 2007 la squadra prese parte all'AFC Champions League, ottenendo importanti successi e risultando il primo club nipponico a superare il girone di qualificazione della competizione continentale. Il Frontale verrà poi sconfitto ai tiri di rigore nei quarti di finale dagli iraniani del Sepahan.
Nel 2017 vinse per la prima volta il campionato nazionale, per poi aggiudicarselo nuovamente l'anno successivo. Vinse il titolo pure nel 2020, con quattro giornate di anticipo, e nel 2021, con quattro giornate d'anticipo. Nel 2021 mise in bacheca anche la Supercoppa del Giappone, battendo in gara unica il Gamba Osaka.
Nella stagione 2024-2025 ha raggiunto per la prima volta la finale dell'AFC Champions League Elite, dove è stato sconfitto per 2-0 dai sauditi dell'Al-Ahli.

## Allenatori (dal 1997)
- 1997  Kazuo Saitō
- 1997  Everaldo Pierrotti
- 1998-1999  Beto Almeida
- 1999  Ikuo Matsumoto
- 2000  Zeca
- 2000  Toshiaki Imai
- 2000  Hiroshi Kobayashi
- 2001  Yoshiharu Horii
- 2001-2003  Nobuhiro Ishizaki
- 2004-2008  Takashi Sekizuka
- 2008  Tsutomu Takahata
- 2009  Takashi Sekizuka
- 2010  Tsutomu Takahata
- 2011-2012  Naoki Sōma
- 2012-2016  Yahiro Kazama
- 2017-2024  Toru Oniki
- 2025-Oggi  Shigetoshi Hasebe

## Palmarès

### Competizioni nazionali
- Campionato giapponese: 4

2017, 2018, 2020, 2021
- Coppa J. League: 1

2019
- Japan Soccer League Division 2: 1

1976
- J. League 2:

1999, 2004
- Supercoppa del Giappone: 3

2019, 2021, 2024
- Coppa dell'Imperatore: 2

2020, 2023

### Altri piazzamenti
- Campionato giapponese:

Secondo posto: 2006, 2008, 2009, 2022
Terzo posto: 2013
- Coppa dell'Imperatore:

Finalista: 2016
- Coppa J. League:

Finalista: 2000, 2007, 2009, 2017
Semifinalista: 2006, 2010, 2013, 2014, 2020, 2024
- Supercoppa del Giappone:

Finalista: 2018, 2022
- J2 League:

Terzo posto: 2003
- AFC Champions League:

Finalista: 2024-2025

## Organico

### Rosa 2025
Rosa e numerazione aggiornate al 6 luglio 2025.
| N. |                          | Ruolo | Calciatore                 |
| -- | ------------------------ | ----- | -------------------------- |
| 1  | Corea del Sud (bandiera) | P     | Jung Sung-ryong            |
| 2  | Giappone (bandiera)      | D     | Kōta Takai                 |
| 4  | Brasile (bandiera)       | D     | Jesiel                     |
| 5  | Giappone (bandiera)      | D     | Asahi Sasaki               |
| 6  | Giappone (bandiera)      | C     | Yūki Yamamoto              |
| 7  | Giappone (bandiera)      | D     | Shintarō Kurumaya          |
| 8  | Giappone (bandiera)      | C     | Kento Tachibanada          |
| 9  | Brasile (bandiera)       | A     | Erison                     |
| 10 | Giappone (bandiera)      | C     | Ryōta Ōshima               |
| 11 | Giappone (bandiera)      | A     | Yū Kobayashi               |
| 13 | Giappone (bandiera)      | D     | Sōta Miura                 |
| 14 | Giappone (bandiera)      | C     | Yasuto Wakizaka (capitano) |
| 15 | Giappone (bandiera)      | D     | Shūto Tanabe               |
| 16 | Giappone (bandiera)      | C     | Yūto Ozeki                 |
| 17 | Giappone (bandiera)      | A     | Tatsuya Itō                |
| 19 | Giappone (bandiera)      | C     | Sō Kawahara                |
| 20 | Giappone (bandiera)      | A     | Shin Yamada                |
| 21 | Giappone (bandiera)      | P     | Shunsuke Andō              |

| N. |                          | Ruolo | Calciatore           |
| -- | ------------------------ | ----- | -------------------- |
| 23 | Brasile (bandiera)       | A     | Marcinho             |
| 24 | Giappone (bandiera)      | A     | Ten Miyagi           |
| 25 | Giappone (bandiera)      | P     | Shin Nakagawa        |
| 26 | Giappone (bandiera)      | C     | Hinata Yamauchi      |
| 27 | Giappone (bandiera)      | D     | Ryōta Kamihashi      |
| 30 | Giappone (bandiera)      | D     | Hiroto Noda          |
| 31 | Giappone (bandiera)      | D     | Sai van Wermeskerken |
| 33 | Corea del Sud (bandiera) | P     | Lee Geun-hyeong      |
| 34 | Giappone (bandiera)      | C     | Shūto Yamaichi       |
| 35 | Giappone (bandiera)      | D     | Yūichi Maruyama      |
| 38 | Giappone (bandiera)      | A     | Sōma Kanda           |
| 39 | Giappone (bandiera)      | D     | Kaito Tsuchiya       |
| 40 | Giappone (bandiera)      | P     | Naoto Matsuzawa      |
| 41 | Giappone (bandiera)      | A     | Akihiro Ienaga       |
| 44 | Colombia (bandiera)      | D     | César Haydar         |
| 50 | Giappone (bandiera)      | P     | Haruki Izawa         |
| 98 | Giappone (bandiera)      | P     | Louis Yamaguchi      |

### Staff tecnico
Staff tecnico aggiornato al 20 aprile 2025.
- Shigetoshi Hasebe - Allenatore
- Yasuhiro Nagahashi - Viceallenatore
- Hideki Sahara - Collaboratore tecnico
- Masashi Ōguro - Collaboratore tecnico
- Yūki Yoshida - Collaboratore tecnico
- Kazuno Nakashima - Collaboratore tecnico
- Tomoaki Ishino - Preparatore portieri
- Sōtarō Higuchi - Preparatore fisico
- Keisuke Matsumoto - Conditioning coach
- Shlok Amit Asher - Analista